# Disco Stu
Stuart "Disco Stu" Discothèque és un personatge de la sèrie animada Els Simpson creada per Matt Groening. Stu és un aficionat a la música disco, és un home que està mentalment atrapat a l'era de la  música disco. Normalment apareix amb un vestit d'oci amb incrustacions de pedreria. L'Stu va ser presentat com el remate d'un acudit a "Two Bad Neighbors". Es caracteritza per parlar sempre en tercera persona sobre si mateix. La seva veu en la versió original, la hi donava Phil Hartman, però després com els productors necessitaven un canvi en el personatge Phil no va poder modificar la seva veu com necessitaven i llavors Hank Azaria va prendre el seu lloc.

## Informació general
Disco Stu és un personatge secundari dintre de la trama d'Els Simpson, la seva primera aparició va ser a l'episodi Two Bad Neighbors de la temporada 7, quan la família Simpson estava venent coses del de garatge i Disco Stu anà a comprar. En aquest episodi Marge i Homer van anar a l'àtic a veure què podien vendre, Marge troba una vella jaqueta de Homer amb la inscripció Disco Stu, quan Marge va preguntar que era això Homer va dir En realitat vaig voler posar Disco Stud' però se'm va acabar l'espai, quan la hi intenten vendre a Disco Stu aquest contesta no fa publicitat". Posteriorment va seguir apareixent però sempre com personatge secundari de les escenes o fent petits monòlegs, tots en tercera persona.
El patró de parla de Stu és similar al de Duffman, també amb la veu de Hank Azaria ; parla en tercera persona, sovint referint-se a si mateix com a "Disco Stu" (emfatitzant "Stu" i després fent una pausa abans de dir res més; el que segueix normalment rima amb "Stu"). Segons "How I Spent My Strummer Vacation", Stu és conscient que la música disco està morta, no li agrada gens la música disco i es preocupa que la seva personalitat el converteixi en un "noi monòton". El seu breu matrimoni amb Selma Bouvier va ser anul·lat pel papa Joan Pau II. A "Com vaig mullar la teva mare, el professor Frink crea un dispositiu que permet a les persones entrar en els somnis dels altres. Va declarar que ja havia utilitzat el dispositiu "per curar un altre Springfielder de la seva obsessió particular", moment en què Stu entra a l'escenari amb caquis i una camisa de coll dient: "A l'Stu normal li agraden les coses normals". A "Homer Scissorhands", es veu Stu assistint a un ball sol, dient que la seva xicota no es troba bé. Aleshores se la veu arribar de la mà de Krusty el Pallasso. A l'episodi "Springfield Up", es revela que en la seva joventut va tenir una carrera emergent com a capità de vaixell, amb el nom de "Nautical Stu", i només troba l'alegria de la música disco quan Marge se'n posa mentre li fa una foto per a la seva llicència de capità.
A l'episodi How I Spent My Strummer Vacation de la temporada 14, l'hi veu per la televisió, per una càmera oculta en un taxi, sortint de la discoteca i parlant amb el taxista sobre que en realitat no li agrada la música (mentre deixa de parlar en tercera persona), diu que en realitat va a ballar només per a quedar bé i ser distint dels altres.
A l'episodi There's Something About Marrying de la temporada 16, es revela que Disco Stu va ser el quart espòs de Selma Bouvier.
El showrunner Bill Oakley va descriure el Disco Stu original com "un John Travolta vell i arrugat". Originalment, la veu de Stu havia de ser posada a l'estrella convidada Phil Hartman. Tanmateix, quan els animadors van remodelar el personatge, Hartman no estava disponible per doblar-li la veu i, per tant, Hank Azaria va assumir el paper. De 25, IGN va nomenar Stu el 24è personatge perifèric més popular de Els Simpsons.